# توکماناک‌لی (فکه)
توکماناک‌لی (به ترکی استانبولی: Tokmanaklı) یک منطقهٔ مسکونی در ترکیه است که در فکه، ترکیه واقع شده‌است.